# Списак насељених места у Француској: P
| A \| B \| C \| D \| E \| F \| G \| H \| I \| J \| K \| L \| M \| N \| O \| P \| Q \| R \| S \| T \| U \| V \| W \| X \| Y \| Z \| É |

- Paars
- Pabu
- Pacaudière
- Pact
- Pacy-sur-Armançon
- Pacy-sur-Eure
- Pacé (Ille-et-Vilaine)
- Pacé (Orne)
- Padern
- Padirac
- Padiès
- Padoux
- Pageas
- Pagney
- Pagney-derrière-Barine
- Pagnoz
- Pagny-la-Blanche-Côte
- Pagny-la-Ville
- Pagny-le-Château
- Pagny-lès-Goin
- Pagny-sur-Meuse
- Pagny-sur-Moselle
- Pagolle
- Pailhac
- Pailharès
- Pailherols
- Pailhès (Ariège)
- Pailhès (Hérault)
- Paillart
- Paillencourt
- Paillet
- Pailloles
- Pailly (Haute-Marne)
- Pailly (Yonne)
- Paillé
- Paimboeuf
- Paimpol
- Paimpont
- Painblanc
- Pair-et-Grandrupt
- Paissy
- Paisy-Cosdon
- Paizay-Naudouin-Embourie
- Paizay-le-Chapt
- Paizay-le-Sec
- Paizay-le-Tort
- Pajay
- Paladru
- Palairac
- Palais
- Palais-sur-Vienne
- Palaiseau
- Palaja
- Palaminy
- Palante
- Palantine
- Palasca
- Palau-de-Cerdagne
- Palau-del-Vidre
- Palavas-les-Flots
- Palazinges
- Paley
- Palhers
- Palinges
- Palis
- Palise
- Palisse
- Palladuc
- Pallanne
- Palleau
- Pallegney
- Pallet
- Palleville
- Palluau
- Palluau-sur-Indre
- Palluaud
- Pallud
- Palluel
- Palmas
- Palme
- Palneca
- Palogneux
- Paluel
- Pamfou
- Pamiers
- Pampelonne
- Pamplie
- Pamproux
- Panassac
- Panazol
- Pancey
- Pancheraccia
- Pancy-Courtecon
- Pancé
- Pandrignes
- Pange
- Panges
- Panilleuse
- Panissage
- Panissières
- Panjas
- Pannecières
- Pannecé
- Pannes (Loiret)
- Pannes (Meurthe-et-Moselle)
- Pannessières
- Panon
- Panossas
- Panouse
- Pantin
- Panzoult
- Papleux
- Paradou
- Parassy
- Parata
- Paray-Douaville
- Paray-Vieille-Poste
- Paray-le-Frésil
- Paray-le-Monial
- Paray-sous-Briailles
- Paraza
- Parbayse
- Parc-d'Anxtot
- Parcey
- Parcieux
- Parcoul
- Parcq
- Parcy-et-Tigny
- Parcé
- Parcé-sur-Sarthe
- Pardailhan
- Pardaillan
- Pardies
- Pardies-Piétat
- Pardines
- Pareid
- Parempuyre
- Parennes
- Parent
- Parentignat
- Parentis-en-Born
- Parenty
- Parey-Saint-Césaire
- Parey-sous-Montfort
- Parfondeval (Aisne)
- Parfondeval (Orne)
- Parfondru
- Parfondrupt
- Parfouru-sur-Odon
- Pargnan
- Pargny
- Pargny-Filain
- Pargny-la-Dhuys
- Pargny-les-Bois
- Pargny-lès-Reims
- Pargny-sous-Mureau
- Pargny-sur-Saulx
- Pargues
- Parignargues
- Parigny (Loire)
- Parigny (Manche)
- Parigny-la-Rose
- Parigny-les-Vaux
- Parigné
- Parigné-l'Evêque
- Parigné-le-Pôlin
- Parigné-sur-Braye
- Paris-l'Hôpital
- Parisot (Tarn)
- Parisot (Tarn-et-Garonne)
- Parlan
- Parleboscq
- Parly
- Parmain
- Parmilieu
- Parnac (Indre)
- Parnac (Lot)
- Parnans
- Parnay (Cher)
- Parnay (Maine-et-Loire)
- Parnes
- Parnoy-en-Bassigny
- Parné-sur-Roc
- Paron
- Paroy (Doubs)
- Paroy (Seine-et-Marne)
- Paroy-sur-Saulx
- Paroy-sur-Tholon
- Parpeville
- Parpeçay
- Parranquet
- Parroy
- Pars-lès-Chavanges
- Pars-lès-Romilly
- Parsac
- Parthenay
- Partinello
- Parux
- Parves
- Parville
- Parvillers-le-Quesnoy
- Parzac
- Parçay-Meslay
- Parçay-les-Pins
- Parçay-sur-Vienne
- Paréac
- Pas (Mayenne)
- Pas-Saint-l'Homer
- Pas-de-Jeu
- Pas-en-Artois
- Pasilly
- Paslières
- Pasly
- Pasques
- Pasquier
- Passa (Pyrénées-Orientales)
- Passais
- Passavant
- Passavant-en-Argonne
- Passavant-la-Rochère
- Passavant-sur-Layon
- Passel
- Passenans
- Passins
- Passirac
- Passonfontaine
- Passy (Haute-Savoie)
- Passy (Saône-et-Loire)
- Passy (Yonne)
- Passy-Grigny
- Passy-en-Valois
- Passy-sur-Marne
- Passy-sur-Seine
- Pastricciola
- Patay
- Patornay
- Patrimonio
- Pau (Pyrénées-Atlantiques)
- Paucourt
- Paudy
- Pauilhac
- Pauillac
- Paule
- Paulhac (Cantal)
- Paulhac (Haute-Garonne)
- Paulhac (Haute-Loire)
- Paulhac-en-Margeride
- Paulhaguet
- Paulhan
- Paulhe
- Paulhenc
- Paulhiac
- Pauligne
- Paulin (Dordogne)
- Paulinet
- Paulmy
- Paulnay
- Paulx
- Paunat
- Paussac-et-Saint-Vivien
- Pautaines-Augeville
- Pauvres
- Pavant
- Pavezin
- Pavie
- Pavillon-Sainte-Julie
- Pavillons-sous-Bois
- Pavilly
- Payns
- Payra-sur-l'Hers
- Payrac
- Payrignac
- Payrin-Augmontel
- Payros-Cazautets
- Payroux
- Payré
- Payssous
- Payzac (Ardèche)
- Payzac (Dordogne)
- Pazayac
- Paziols
- Pazy
- Peaugres
- Pech
- Pech-Luna
- Pechbonnieu
- Pechbusque
- Pecq
- Pecquencourt
- Pecqueuse
- Peigney
- Peillac
- Peille
- Peillon
- Peillonnex
- Peintre
- Peipin
- Peisey-Nancroix
- Pel-et-Der
- Pellafol
- Pelleautier
- Pellefigue
- Pellegrue
- Pelleport
- Pellerey
- Pellerin
- Pellerine (Maine-et-Loire)
- Pellerine (Mayenne)
- Pellevoisin
- Pellouailles-les-Vignes
- Pelonne
- Pelouse
- Pelousey
- Peltre
- Pelves
- Pelvoux
- Penchard
- Pencran
- Pendé
- Penguily
- Penin
- Penly
- Penmarch
- Pennautier
- Penne (Alpes-Maritimes)
- Penne (Tarn)
- Penne-d'Agenais
- Penne-sur-Huveaune
- Penne-sur-l'Ouvèze
- Pennedepie
- Pennes-Mirabeau
- Pennes-le-Sec
- Pennesières
- Penol
- Pensol
- Penta-Acquatella
- Penta-di-Casinca
- Penvénan
- Peray
- Perceneige
- Percey
- Percey-le-Grand
- Perchay
- Perche
- Perchède
- Percy (Isère)
- Percy (Manche)
- Percy-en-Auge
- Perdreauville
- Perelli
- Pergain-Taillac
- Peri
- Perles
- Perles-et-Castelet
- Pern
- Pernand-Vergelesses
- Pernant
- Pernay
- Pernelle
- Pernes
- Pernes-les-Fontaines
- Pernes-lès-Boulogne
- Pernois
- Pero-Casevecchie
- Perpezac-le-Blanc
- Perpezac-le-Noir
- Perpezat
- Perques
- Perquie
- Perrancey-les-Vieux-Moulins
- Perray-en-Yvelines
- Perrecy-les-Forges
- Perret
- Perreuil
- Perreux (Loire)
- Perreux (Yonne)
- Perrex
- Perrier
- Perriers-en-Beauficel
- Perriers-la-Campagne
- Perriers-sur-Andelle
- Perrignier
- Perrigny (Jura)
- Perrigny (Yonne)
- Perrigny-lès-Dijon
- Perrigny-sur-Armançon
- Perrigny-sur-Loire
- Perrigny-sur-l'Ognon
- Perrière (Orne)
- Perrière (Savoie)
- Perrières
- Perrogney-les-Fontaines
- Perron
- Perros-Guirec
- Perrou
- Perrouse
- Perroy
- Perruel
- Perrusse
- Perrusson
- Perréon
- Pers (Cantal)
- Pers (Deux-Sèvres)
- Pers-Jussy
- Pers-en-Gâtinais
- Persac
- Persan
- Persquen
- Pertain
- Perthes (Ardennes)
- Perthes (Haute-Marne)
- Perthes (Seine-et-Marne)
- Perthes-lès-Brienne
- Pertheville-Ners
- Perthus
- Pertuis (Haute-Loire)
- Pertuis (Vaucluse)
- Pervenchères
- Perville
- Pescadoires
- Peschadoires
- Pescher
- Peseux
- Peslières
- Pesmes
- Pessac
- Pessac-sur-Dordogne
- Pessan
- Pessans
- Pessat-Villeneuve
- Pesse
- Pessines
- Pessoulens
- Petersbach
- Petit-Abergement
- Petit-Auverné
- Petit-Bersac
- Petit-Bornand-les-Glières
- Petit-Celland
- Petit-Couronne
- Petit-Croix
- Petit-Failly
- Petit-Fayt
- Petit-Landau
- Petit-Mars
- Petit-Mercey
- Petit-Mesnil
- Petit-Noir
- Petit-Palais-et-Cornemps
- Petit-Pressigny
- Petit-Réderching
- Petit-Tenquin
- Petit-Verly
- Petite-Boissière
- Petite-Chaux
- Petite-Forêt
- Petite-Fosse
- Petite-Raon
- Petite-Rosselle
- Petite-Verrière
- Petitefontaine
- Petites-Armoises
- Petites-Loges
- Petitmagny
- Petitmont
- Petiville (Calvados)
- Petiville (Seine-Maritime)
- Petosse
- Petreto-Bicchisano
- Pettoncourt
- Pettonville
- Peujard
- Peumerit-Quintin
- Peumérit
- Peuplingues
- Peuton
- Peuvillers
- Peux-et-Couffouleux
- Pexiora
- Pexonne
- Pey
- Peymeinade
- Peynier
- Peypin
- Peypin-d'Aigues
- Peyrabout
- Peyrat
- Peyrat-de-Bellac
- Peyrat-la-Nonière
- Peyrat-le-Château
- Peyratte
- Peyraube
- Peyraud
- Peyre
- Peyrecave
- Peyrefitte-du-Razès
- Peyrefitte-sur-l'Hers
- Peyregoux
- Peyrehorade
- Peyreleau
- Peyrelevade
- Peyrelongue-Abos
- Peyremale
- Peyrens
- Peyrestortes
- Peyret-Saint-André
- Peyriac-Minervois
- Peyriac-de-Mer
- Peyriat
- Peyrieu
- Peyrignac
- Peyriguère
- Peyrilhac
- Peyrillac-et-Millac
- Peyrilles
- Peyrins
- Peyrissac
- Peyrissas
- Peyrière
- Peyrole
- Peyroles
- Peyrolles
- Peyrolles-en-Provence
- Peyroules
- Peyrouse
- Peyrouzet
- Peyruis
- Peyrun
- Peyrus
- Peyrusse
- Peyrusse-Grande
- Peyrusse-Massas
- Peyrusse-Vieille
- Peyrusse-le-Roc
- Peyssies
- Peyzac-le-Moustier
- Peyzieux-sur-Saône
- Pezens
- Pezou
- Pezuls
- Pezé-le-Robert
- Pfaffenheim
- Pfaffenhoffen
- Pfalzweyer
- Pfastatt
- Pfetterhouse
- Pfettisheim
- Pfulgriesheim
- Phaffans
- Phalempin
- Phalsbourg
- Philippsbourg
- Philondenx
- Phlin
- Pia (Pyrénées-Orientales)
- Piacé
- Pian-sur-Garonne
- Piana (Francja)
- Pianello
- Piano
- Pianotolli-Caldarello
- Piards
- Piazzali
- Piazzole
- Piblange
- Pibrac
- Picarreau
- Picauville
- Pichanges
- Picherande
- Picquigny
- Pie-d'Orezza
- Pied-de-Borne
- Piedicorte-di-Gaggio
- Piedicroce
- Piedigriggio
- Piedipartino
- Piencourt
- Piennes
- Piennes-Onvillers
- Pierlas
- Pierre (Rodan-Alpy)
- Pierre-Buffière
- Pierre-Bénite
- Pierre-Châtel
- Pierre-Levée
- Pierre-Morains
- Pierre-Percée
- Pierre-Perthuis
- Pierre-de-Bresse
- Pierre-la-Treiche
- Pierreclos
- Pierrecourt (Haute-Saône)
- Pierrecourt (Seine-Maritime)
- Pierrefeu
- Pierrefeu-du-Var
- Pierrefiche (Aveyron)
- Pierrefiche (Lozère)
- Pierrefiques
- Pierrefitte (Corrèze)
- Pierrefitte (Creuse)
- Pierrefitte (Deux-Sèvres)
- Pierrefitte (Vosges)
- Pierrefitte-Nestalas
- Pierrefitte-en-Auge
- Pierrefitte-en-Beauvaisis
- Pierrefitte-en-Cinglais
- Pierrefitte-sur-Aire
- Pierrefitte-sur-Loire
- Pierrefitte-sur-Sauldre
- Pierrefitte-sur-Seine
- Pierrefitte-ès-Bois
- Pierrefonds
- Pierrefontaine-les-Varans
- Pierrefontaine-lès-Blamont
- Pierrefort
- Pierregot
- Pierrelatte
- Pierrelaye
- Pierrelongue
- Pierremande
- Pierremont
- Pierremont-sur-Amance
- Pierrepont (Aisne)
- Pierrepont (Calvados)
- Pierrepont (Meurthe-et-Moselle)
- Pierrepont-sur-Avre
- Pierrepont-sur-l'Arentèle
- Pierrerue (Alpes-de-Haute-Provence)
- Pierrerue (Hérault)
- Pierres (Calvados)
- Pierres (Eure-et-Loir)
- Pierreval
- Pierrevert
- Pierreville (Manche)
- Pierreville (Meurthe-et-Moselle)
- Pierrevillers
- Pierric
- Pierry
- Pietra-di-Verde
- Pietracorbara
- Pietralba
- Pietraserena
- Pietricaggio
- Pietrosella
- Pietroso
- Piets-Plasence-Moustrou
- Pieusse
- Pieux
- Piffonds
- Pignan
- Pignans
- Pignicourt
- Pignols
- Pigny
- Pihem
- Pihen-lès-Guînes
- Pila-Canale
- Pillac
- Pillemoine
- Pilles
- Pillon
- Pimbo
- Pimelles
- Pimorin
- Pimprez
- Pin (Allier)
- Pin (Calvados)
- Pin (Charente-Maritime)
- Pin (Deux-Sèvres)
- Pin (Gard)
- Pin (Haute-Saône)
- Pin (Isère)
- Pin (Jura)
- Pin (Loire-Atlantique)
- Pin (Seine-et-Marne)
- Pin (Tarn-et-Garonne)
- Pin-Balma
- Pin-Murelet
- Pin-au-Haras
- Pin-en-Mauges
- Pin-la-Garenne
- Pinas
- Pinay
- Pincé
- Pindray
- Pindères
- Pineaux
- Pinel-Hauterive
- Pinet
- Pineuilh
- Piney
- Pino
- Pinols
- Pinon
- Pins
- Pins-Justaret
- Pinsac
- Pinsaguel
- Pinsot
- Pintac
- Pinterville
- Pintheville
- Pinthières
- Piobetta
- Pioggiola
- Piolenc
- Pionnat
- Pionsat
- Pioussay
- Pipriac
- Piquecos
- Pirajoux
- Pirey
- Piriac-sur-Mer
- Pirmil
- Pirou
- Piré-sur-Seiche
- Pis
- Pisany
- Piscop
- Piseux
- Pisieu
- Pisseleu
- Pisseloup
- Pisseure
- Pissos
- Pissotte
- Pissy
- Pissy-Pôville
- Pisy
- Pitgam
- Pithiviers
- Pithiviers-le-Vieil
- Pithon
- Pittefaux
- Pizay
- Pizieux
- Piève
- Piégon
- Piégros-la-Clastre
- Piégut
- Piégut-Pluviers
- Pla
- Plabennec
- Plachy-Buyon
- Placy
- Placy-Montaigu
- Placé
- Plagnal
- Plagne (Ain)
- Plagne (Haute-Garonne)
- Plagnole
- Plaigne
- Plailly
- Plaimbois-Vennes
- Plaimbois-du-Miroir
- Plaimpied-Givaudins
- Plaine (Bas-Rhin)
- Plaine (Maine-et-Loire)
- Plaine-Haute
- Plaine-de-Walsch
- Plaine-sur-Mer
- Plainemont
- Plaines-Saint-Lange
- Plainfaing
- Plainoiseau
- Plains-et-Grands-Essarts
- Plaintel
- Plainval
- Plainville (Eure)
- Plainville (Oise)
- Plaisance (Aveyron)
- Plaisance (Dordogne)
- Plaisance (Gers)
- Plaisance (Vienne)
- Plaisance-du-Touch
- Plaisia
- Plaisians
- Plaisir
- Plaissan
- Plaizac
- Plan (Haute-Garonne)
- Plan (Isère)
- Plan-d'Aups-Sainte-Baume
- Plan-d'Orgon
- Plan-de-Baix
- Plan-de-Cuques
- Plan-de-la-Tour
- Planaise
- Planay (Côte-d'Or)
- Planay (Savoie)
- Planche
- Plancher-Bas
- Plancher-les-Mines
- Plancherine
- Planches
- Planches-en-Montagne
- Planches-près-Arbois
- Planchez
- Plancoët
- Plancy-l'Abbaye
- Planfoy
- Planguenoual
- Planioles
- Planois
- Planquery
- Planques
- Planrupt
- Plans (Gard)
- Plans (Hérault)
- Plantay
- Plantiers
- Plantis
- Planty (Aube)
- Planzolles
- Planès
- Planèzes
- Planée
- Plappeville
- Plasne
- Plasnes
- Plassac (Charente-Maritime)
- Plassac (Gironde)
- Plassac-Rouffiac
- Plassay
- Plats
- Plaudren
- Plauzat
- Plavilla
- Plazac
- Pleaux
- Pleine-Fougères
- Pleine-Selve (Aisne)
- Pleine-Selve (Gironde)
- Pleine-Sève
- Plerguer
- Plerneuf
- Plescop
- Plesder
- Pleslin-Trigavou
- Plesnois
- Plesnoy
- Plessala
- Plessier-Rozainvillers
- Plessier-sur-Bulles
- Plessier-sur-Saint-Just
- Plessis-Barbuise
- Plessis-Belleville
- Plessis-Brion
- Plessis-Dorin
- Plessis-Feu-Aussoux
- Plessis-Gassot
- Plessis-Grammoire
- Plessis-Grimoult
- Plessis-Lastelle
- Plessis-Luzarches
- Plessis-Macé
- Plessis-Patte-d'Oie
- Plessis-Placy
- Plessis-Saint-Benoist
- Plessis-Saint-Jean
- Plessis-aux-Bois
- Plessis-de-Roye
- Plessis-l'Echelle
- Plessis-l'Evêque
- Plessix-Balisson
- Plessé
- Plestan
- Plestin-les-Grèves
- Pleubian
- Pleucadeuc
- Pleudaniel
- Pleudihen-sur-Rance
- Pleugriffet
- Pleugueneuc
- Pleumartin
- Pleumeleuc
- Pleumeur-Bodou
- Pleumeur-Gautier
- Pleure
- Pleurs
- Pleurtuit
- Pleuven
- Pleuvezain
- Pleuville
- Pleyben
- Pleyber-Christ
- Pliboux
- Plichancourt
- Plieux
- Plivot
- Plobannalec
- Plobsheim
- Ploemel
- Ploemeur
- Ploeren
- Ploeuc-sur-Lié
- Plogastel-Saint-Germain
- Plogoff
- Plogonnec
- Ploisy
- Plomb
- Plombières-les-Bains
- Plombières-lès-Dijon
- Plomelin
- Plomeur
- Plomion
- Plomodiern
- Plonéis
- Plonéour-Lanvern
- Plonévez-Porzay
- Plonévez-du-Faou
- Plorec-sur-Arguenon
- Plou
- Plouagat
- Plouaret
- Plouarzel
- Plouasne
- Plouay
- Ploubalay
- Ploubazlanec
- Ploubezre
- Ploudalmézeau
- Ploudaniel
- Ploudiry
- Plouescat
- Ploufragan
- Plougar
- Plougasnou
- Plougastel-Daoulas
- Plougonvelin
- Plougonver
- Plougoulm
- Plougoumelen
- Plougourvest
- Plougras
- Plougrescant
- Plouguenast
- Plouguerneau
- Plouguernével
- Plouguiel
- Plouguin
- Plouha
- Plouharnel
- Plouhinec (Finistère)
- Plouhinec (Morbihan)
- Plouider
- Plouigneau
- Plouisy
- Ploulec'h
- Ploumagoar
- Ploumilliau
- Ploumoguer
- Plounéour-Ménez
- Plounéour-Trez
- Plounérin
- Plounéventer
- Plounévez-Lochrist
- Plounévez-Moëdec
- Plounévez-Quintin
- Plounévézel
- Plourac'h
- Plouray
- Plourhan
- Plourin
- Plourin-lès-Morlaix
- Plourivo
- Plouvain
- Plouvara
- Plouvien
- Plouvorn
- Plouyé
- Plouzané
- Plouzélambre
- Plouzévédé
- Plouédern
- Plouégat-Guérand
- Plouégat-Moysan
- Plouénan
- Plouézec
- Plouézoch
- Plouëc-du-Trieux
- Plouër-sur-Rance
- Plovan
- Ployart-et-Vaurseine
- Ployron
- Plozévet
- Ploéven
- Ploërdut
- Ploërmel
- Ploëzal
- Pludual
- Pluduno
- Plufur
- Pluguffan
- Pluherlin
- Plumaudan
- Plumaugat
- Plumelin
- Plumergat
- Plumetot
- Plumieux
- Plumont
- Pluméliau
- Pluneret
- Plurien
- Plusquellec
- Plussulien
- Pluvault
- Pluvet
- Pluvigner
- Pluzunet
- Pléboulle
- Pléchâtel
- Plédran
- Plédéliac
- Pléguien
- Pléhédel
- Plélan-le-Grand
- Plélan-le-Petit
- Plélauff
- Plélo
- Plémet
- Plémy
- Pléneuf-Val-André
- Plénise
- Plénisette
- Plénée-Jugon
- Plérin
- Plésidy
- Pléven
- Plévin
- Pocancy
- Pocé-les-Bois
- Pocé-sur-Cisse
- Podensac
- Poeuilly
- Poey-d'Oloron
- Poey-de-Lescar
- Poggio-Marinaccio
- Poggio-Mezzana
- Poggio-d'Oletta
- Poggio-di-Nazza
- Poggio-di-Venaco
- Poggiolo
- Pogny
- Poids-de-Fiole
- Poigny
- Poigny-la-Forêt
- Poil
- Poilcourt-Sydney
- Poilhes
- Poilley (Ille-et-Vilaine)
- Poilley (Manche)
- Poilly
- Poilly-lez-Gien
- Poilly-sur-Serein
- Poilly-sur-Tholon
- Poillé-sur-Vègre
- Poincy
- Poinsenot
- Poinson-lès-Fayl
- Poinson-lès-Grancey
- Poinson-lès-Nogent
- Pointel
- Pointis-Inard
- Pointis-de-Rivière
- Pointre
- Pointvillers
- Poinville
- Poinçon-lès-Larrey
- Poinçonnet
- Poiroux
- Poiré-sur-Velluire
- Poiré-sur-Vie
- Poisat
- Poiseul
- Poiseul-la-Grange
- Poiseul-la-Ville-et-Laperrière
- Poiseul-lès-Saulx
- Poiseux
- Poisieux
- Poislay
- Poisson
- Poissons
- Poissy
- Poisvilliers
- Poisy
- Poitevinière
- Poivres
- Poix
- Poix-Terron
- Poix-de-Picardie
- Poix-du-Nord
- Poizat
- Polaincourt-et-Clairefontaine
- Polastron (Gers)
- Polastron (Haute-Garonne)
- Poleymieux-au-Mont-d'Or
- Polignac (Charente-Maritime)
- Polignac (Haute-Loire)
- Poligny (Aube)
- Poligny (Hautes-Alpes)
- Poligny (Jura)
- Poligny (Seine-et-Marne)
- Poligné
- Polincove
- Polisot
- Polisy
- Poliénas
- Pollestres
- Polliat
- Pollieu
- Pollionnay
- Polminhac
- Polveroso
- Pomacle
- Pomarez
- Pomarède (Aude)
- Pomarède (Lot)
- Pomas
- Pomayrols
- Pomerol
- Pomeys
- Pommard
- Pommera
- Pommeraie-sur-Sèvre
- Pommeraye (Calvados)
- Pommeraye (Maine-et-Loire)
- Pommeret
- Pommereuil
- Pommereux
- Pommerieux
- Pommerit-Jaudy
- Pommerit-le-Vicomte
- Pommerol
- Pommeréval
- Pommeuse
- Pommevic
- Pommier
- Pommier-de-Beaurepaire
- Pommiers (Aisne)
- Pommiers (Gard)
- Pommiers (Indre)
- Pommiers (Loire)
- Pommiers (Rodan)
- Pommiers-Moulons
- Pommiers-la-Placette
- Pommérieux
- Pomoy
- Pompaire
- Pompertuzat
- Pompey
- Pompiac
- Pompidou
- Pompierre
- Pompierre-sur-Doubs
- Pompiey
- Pompignac
- Pompignan (Gard)
- Pompignan (Tarn-et-Garonne)
- Pompogne
- Pomponne
- Pomport
- Pomps
- Pompéjac
- Pomy
- Pomérols
- Poncey-lès-Athée
- Poncey-sur-l'Ignon
- Ponchel
- Ponches-Estruval
- Ponchon
- Poncin
- Poncins
- Poncé-sur-le-Loir
- Pondaurat
- Pondy
- Ponet-et-Saint-Auban
- Ponlat-Taillebourg
- Pons
- Ponsampère
- Ponsan-Soubiran
- Ponsas
- Ponson-Debat-Pouts
- Ponson-Dessus
- Ponsonnas
- Pont (Côte-d'Or)
- Pont-Arcy
- Pont-Audemer
- Pont-Authou
- Pont-Aven
- Pont-Bellanger
- Pont-Chrétien-Chabenet
- Pont-Croix
- Pont-Evêque
- Pont-Farcy
- Pont-Hébert
- Pont-Melvez
- Pont-Noyelles
- Pont-Péan
- Pont-Remy
- Pont-Saint-Esprit
- Pont-Saint-Mard
- Pont-Saint-Martin (Loire-Atlantique)
- Pont-Saint-Pierre
- Pont-Saint-Vincent
- Pont-Sainte-Marie
- Pont-Sainte-Maxence
- Pont-Salomon
- Pont-Scorff
- Pont-Trambouze
- Pont-d'Ain
- Pont-d'Héry
- Pont-d'Ouilly
- Pont-de-Barret
- Pont-de-Beauvoisin (Isère)
- Pont-de-Beauvoisin (Savoie)
- Pont-de-Buis-lès-Quimerch
- Pont-de-Chéruy
- Pont-de-Claix
- Pont-de-Labeaume
- Pont-de-Larn
- Pont-de-Metz
- Pont-de-Montvert
- Pont-de-Planches
- Pont-de-Poitte
- Pont-de-Roide
- Pont-de-Ruan
- Pont-de-Salars
- Pont-de-Vaux
- Pont-de-Veyle
- Pont-de-l'Arche
- Pont-de-l'Isère
- Pont-du-Bois
- Pont-du-Casse
- Pont-du-Château
- Pont-du-Navoy
- Pont-en-Royans
- Pont-et-Massène
- Pont-l'Abbé
- Pont-l'Abbé-d'Arnoult
- Pont-l'Evêque (Calvados)
- Pont-l'Evêque (Oise)
- Pont-la-Ville
- Pont-les-Moulins
- Pont-lès-Bonfays
- Pont-sur-Madon
- Pont-sur-Meuse
- Pont-sur-Sambre
- Pont-sur-Seine
- Pont-sur-Vanne
- Pont-sur-Yonne
- Pont-sur-l'Ognon
- Pont-à-Marcq
- Pont-à-Mousson
- Pont-à-Vendin
- Pontacq
- Pontailler-sur-Saône
- Pontaix
- Pontamafrey-Montpascal
- Pontarion
- Pontarlier
- Pontarmé
- Pontaubault
- Pontaubert
- Pontault-Combault
- Pontaumur
- Pontavert
- Pontcarré
- Pontcey
- Pontchardon
- Pontcharra
- Pontcharra-sur-Turdine
- Pontcharraud
- Pontchâteau
- Pontcirq
- Ponteilla
- Ponteils-et-Brésis
- Pontenx-les-Forges
- Pontet (Savoie)
- Pontet (Vaucluse)
- Pontets
- Pontevès
- Ponteyraud
- Pontfaverger-Moronvilliers
- Pontgibaud
- Pontgouin
- Ponthion
- Ponthoile
- Ponthou
- Ponthoux
- Ponthévrard
- Pontiacq-Viellepinte
- Pontigny
- Pontigné
- Pontis
- Pontivy
- Pontlevoy
- Pontmain
- Pontoise
- Pontoise-lès-Noyon
- Pontonx-sur-l'Adour
- Pontorson
- Pontours
- Pontoux
- Pontoy
- Pontpierre
- Pontpoint
- Pontrieux
- Pontru
- Pontruet
- Ponts
- Ponts-de-Cé
- Ponts-et-Marais
- Pontvallain
- Pontécoulant
- Popian
- Popolasca
- Porcaro
- Porcelette
- Porcherie
- Porcheux
- Porcheville
- Porchères
- Porcieu-Amblagnieu
- Pordic
- Pornic
- Pornichet
- Porquéricourt
- Porri
- Porspoder
- Port (Ain)
- Port (Ariège)
- Port-Brillet
- Port-Launay
- Port-Lesney
- Port-Louis
- Port-Marly
- Port-Mort
- Port-Saint-Louis-du-Rhône
- Port-Saint-Père
- Port-Sainte-Foy-et-Ponchapt
- Port-Sainte-Marie
- Port-Vendres
- Port-Villez
- Port-d'Envaux
- Port-de-Bouc
- Port-de-Lanne
- Port-de-Piles
- Port-des-Barques
- Port-en-Bessin-Huppain
- Port-la-Nouvelle
- Port-le-Grand
- Port-sur-Saône
- Port-sur-Seille
- Porta (Pyrénées-Orientales)
- Portbail
- Porte-Joie
- Portel
- Portel-des-Corbières
- Portes (Eure)
- Portes (Gard)
- Portes-en-Ré
- Portes-en-Valdaine
- Portes-lès-Valence
- Portet
- Portet-d'Aspet
- Portet-de-Luchon
- Portet-sur-Garonne
- Portets
- Portieux
- Portiragnes
- Porto-Vecchio
- Ports
- Porté-Puymorens
- Posanges
- Poses
- Possesse
- Possonnière
- Postolle
- Postroff
- Potangis
- Potelières
- Potelle
- Poterie-Cap-d'Antifer
- Poterie-au-Perche
- Pothières
- Potigny
- Potte
- Pouan-les-Vallées
- Pouancé
- Pouant
- Pouançay
- Poubeau
- Poucharramet
- Poudenas
- Poudenx
- Poudis
- Poueyferré
- Pouffonds
- Pouge
- Pouget
- Pougnadoresse
- Pougne-Hérisson
- Pougny (Ain)
- Pougny (Nièvre)
- Pougues-les-Eaux
- Pougy
- Pouillac
- Pouillat
- Pouillenay
- Pouilley-Français
- Pouilley-les-Vignes
- Pouillon (Landes)
- Pouillon (Marne)
- Pouilloux
- Pouilly (Moselle)
- Pouilly (Oise)
- Pouilly-en-Auxois
- Pouilly-le-Monial
- Pouilly-les-Nonains
- Pouilly-lès-Feurs
- Pouilly-sous-Charlieu
- Pouilly-sur-Loire
- Pouilly-sur-Meuse
- Pouilly-sur-Saône
- Pouilly-sur-Serre
- Pouilly-sur-Vingeanne
- Pouillé (Vienne)
- Pouillé (Wandea)
- Pouillé-les-Côteaux
- Poujol-sur-Orb
- Poujols
- Poulaines
- Poulainville
- Poulan-Pouzols
- Poulangy
- Pouldergat
- Pouldouran
- Pouldreuzic
- Poule-les-Echarmeaux
- Pouliacq
- Pouligney-Lusans
- Pouligny-Notre-Dame
- Pouligny-Saint-Martin
- Pouligny-Saint-Pierre
- Pouliguen
- Poulières
- Poullan-sur-Mer
- Poullaouen
- Poullignac
- Poulx
- Poumarous
- Poupas
- Poupry
- Pouques-Lormes
- Pourcharesses
- Pourchères
- Pourcieux
- Pourcy
- Pourlans
- Pournoy-la-Chétive
- Pournoy-la-Grasse
- Pourrain
- Pourrières
- Poursac
- Poursay-Garnaud
- Poursiugues-Boucoue
- Pouru-Saint-Remy
- Pouru-aux-Bois
- Poussan
- Poussanges
- Poussay
- Pousseaux
- Poussignac
- Pousthomy
- Pouvrai
- Pouxeux
- Pouy
- Pouy-Loubrin
- Pouy-Roquelaure
- Pouy-de-Touges
- Pouy-sur-Vannes
- Pouyastruc
- Pouydesseaux
- Pouydraguin
- Pouylebon
- Pouzac
- Pouzauges
- Pouzay
- Pouze
- Pouzilhac
- Pouzin
- Pouzol
- Pouzolles
- Pouzols
- Pouzols-Minervois
- Pouzy-Mésangy
- Pouëze
- Poyanne
- Poyans
- Poyartin
- Poyols
- Pozières
- Poët
- Poët-Célard
- Poët-Laval
- Poët-Sigillat
- Poët-en-Percip
- Poëzat
- Pradal
- Pradeaux
- Pradelle
- Pradelles (Haute-Loire)
- Pradelles (Nord)
- Pradelles-Cabardès
- Pradelles-en-Val
- Prades (Ardèche)
- Prades (Ariège)
- Prades (Haute-Loire)
- Prades (Pyrénées-Orientales)
- Prades (Tarn)
- Prades-Salars
- Prades-d'Aubrac
- Prades-le-Lez
- Prades-sur-Vernazobre
- Pradet
- Pradettes
- Pradiers
- Pradinas
- Pradines (Corrèze)
- Pradines (Loire)
- Pradines (Lot)
- Pradières
- Pradons
- Prads-Haute-Bléone
- Pradère-les-Bourguets
- Prahecq
- Prailles
- Pralognan-la-Vanoise
- Pralong
- Pranles
- Pranzac
- Praslay
- Praslin
- Prasville
- Prat
- Prat-Bonrepaux
- Prato-di-Giovellina
- Prats-de-Carlux
- Prats-de-Mollo-la-Preste
- Prats-de-Sournia
- Prats-du-Périgord
- Pratviel
- Pratz
- Prauthoy
- Pray (Francja)
- Praye
- Prayols
- Prayssac
- Prayssas
- Praz-sur-Arly
- Preignac
- Preignan
- Preigney
- Preixan
- Premeaux-Prissey
- Premières
- Prendeignes
- Prenois
- Presle
- Presles (Calvados)
- Presles (Isère)
- Presles (Val-d'Oise)
- Presles-en-Brie
- Presles-et-Boves
- Presles-et-Thierny
- Presly
- Presnoy
- Pressac
- Pressagny-l'Orgueilleux
- Pressiat
- Pressignac
- Pressignac-Vicq
- Pressigny (Deux-Sèvres)
- Pressigny (Haute-Marne)
- Pressigny-les-Pins
- Pressins
- Pressy
- Pressy-sous-Dondin
- Pretin
- Pretz-en-Argonne
- Preuilly
- Preuilly-la-Ville
- Preuilly-sur-Claise
- Preures
- Preuschdorf
- Preuseville
- Preutin-Higny
- Preux-au-Bois
- Preux-au-Sart
- Prey (Eure)
- Prey (Vosges)
- Preyssac-d'Excideuil
- Prez
- Prez-sous-Lafauche
- Priaires
- Priay
- Priez
- Prignac
- Prignac-en-Médoc
- Prignac-et-Marcamps
- Prigonrieux
- Primarette
- Primelin
- Primelles
- Prin-Deyrançon
- Princé
- Pringy (Haute-Savoie)
- Pringy (Marne)
- Pringy (Seine-et-Marne)
- Prinquiau
- Prinsuéjols
- Printzheim
- Prinçay
- Prisces
- Prisches
- Prissac
- Prissé
- Prissé-la-Charrière
- Privas
- Privezac
- Priziac
- Prizy
- Proiselière-et-Langle
- Proissans
- Proisy
- Proix
- Projan
- Promilhanes
- Prompsat
- Prondines
- Pronleroy
- Pronville
- Propiac
- Propières
- Propriano
- Prosnes
- Prouilly
- Proupiary
- Proussy
- Prouvais
- Prouville
- Prouvy
- Prouzel
- Provenchère (Doubs)
- Provenchère (Haute-Saône)
- Provenchères-lès-Darney
- Provenchères-sur-Fave
- Provency
- Proverville
- Proveysieux
- Proville
- Provin
- Provins
- Proviseux-et-Plesnoy
- Proyart
- Prudemanche
- Prudhomat
- Prugnanes
- Prugny
- Pruillé
- Pruillé-l'Eguillé
- Pruillé-le-Chétif
- Pruines
- Prunay
- Prunay-Belleville
- Prunay-Cassereau
- Prunay-en-Yvelines
- Prunay-le-Gillon
- Prunay-le-Temple
- Prunay-sur-Essonne
- Prunelli-di-Casacconi
- Prunelli-di-Fiumorbo
- Prunet (Ardèche)
- Prunet (Cantal)
- Prunet (Haute-Garonne)
- Prunet-et-Belpuig
- Pruniers
- Pruniers-en-Sologne
- Prunières (Hautes-Alpes)
- Prunières (Isère)
- Prunières (Lozère)
- Pruno
- Prusly-sur-Ource
- Prusy (Aube)
- Pruzilly
- Prâlon
- Pré-Saint-Evroult
- Pré-Saint-Gervais
- Pré-Saint-Martin
- Pré-d'Auge
- Pré-en-Pail
- Préaux (Ardèche)
- Préaux (Indre)
- Préaux (Mayenne)
- Préaux (Seine-Maritime)
- Préaux-Bocage
- Préaux-Saint-Sébastien
- Préaux-du-Perche
- Prébois
- Précey
- Préchac (Gers)
- Préchac (Gironde)
- Préchac (Hautes-Pyrénées)
- Préchac-sur-Adour
- Préchacq-Josbaig
- Préchacq-Navarrenx
- Préchacq-les-Bains
- Précieux
- Précigné
- Précilhon
- Précorbin
- Précy
- Précy-Notre-Dame
- Précy-Saint-Martin
- Précy-le-Sec
- Précy-sous-Thil
- Précy-sur-Marne
- Précy-sur-Oise
- Précy-sur-Vrin
- Prédefin
- Préfailles
- Préfontaines
- Prégilbert
- Préguillac
- Prémanon
- Prémery
- Prémesques
- Prémeyzel
- Prémian
- Prémierfait
- Prémilhat
- Prémillieu
- Prémont
- Prémontré
- Préneron
- Prénessaye
- Prénouvellon
- Prénovel
- Prény
- Préporché
- Prépotin
- Prés
- Présailles
- Préseau
- Présentevillers
- Préserville
- Présilly (Haute-Savoie)
- Présilly (Jura)
- Prétière
- Prétot-Sainte-Suzanne
- Prétot-Vicquemare
- Préty
- Préval
- Prévelles
- Prévenchères
- Préveranges
- Prévessin-Moëns
- Prévillers
- Prévinquières
- Prévière
- Prévocourt
- Prêtreville
- Puberg
- Publier
- Publy
- Puceul
- Puch
- Puch-d'Agenais
- Puchay
- Puchevillers
- Puech
- Puechredon
- Puellemontier
- Puessans
- Puget
- Puget-Rostang
- Puget-Ville
- Puget-sur-Argens
- Pugey
- Pugieu
- Puginier
- Pugnac
- Pugny
- Pugny-Chatenod
- Puichéric
- Puid
- Puihardy
- Puilacher
- Puilaurens
- Puilboreau
- Puilly-et-Charbeaux
- Puimichel
- Puimisson
- Puimoisson
- Puisaye
- Puiseaux
- Puiselet-le-Marais
- Puisenval
- Puiset
- Puiset-Doré
- Puiseux (Ardennes)
- Puiseux (Eure-et-Loir)
- Puiseux-Pontoise
- Puiseux-en-Bray
- Puiseux-en-France
- Puiseux-en-Retz
- Puiseux-le-Hauberger
- Puisieulx
- Puisieux (Pas-de-Calais)
- Puisieux (Seine-et-Marne)
- Puisieux-et-Clanlieu
- Puissalicon
- Puisseguin
- Puisserguier
- Puits
- Puits-et-Nuisement
- Puits-la-Vallée
- Puivert
- Pujaudran
- Pujaut
- Pujo
- Pujo-le-Plan
- Pujols (Ariège)
- Pujols (Gironde)
- Pujols (Lot-et-Garonne)
- Pujols-sur-Ciron
- Puley
- Puligny-Montrachet
- Pullay
- Pulligny
- Pulney
- Pulnoy
- Pulversheim
- Pulvérières
- Punchy
- Punerot
- Puntous
- Pupillin
- Pure
- Purgerot
- Pusey
- Pusignan
- Pussay
- Pussigny
- Pusy-et-Epenoux
- Putanges-Pont-Ecrepin
- Puteaux
- Putot-en-Auge
- Putot-en-Bessin
- Puttelange-aux-Lacs
- Puttelange-lès-Thionville
- Puttigny
- Puxe
- Puxieux
- Puy (Doubs)
- Puy-Guillaume
- Puy-Malsignat
- Puy-Notre-Dame
- Puy-Saint-André
- Puy-Saint-Eusèbe
- Puy-Saint-Gulmier
- Puy-Saint-Martin
- Puy-Saint-Pierre
- Puy-Saint-Vincent
- Puy-Sainte-Réparade
- Puy-Sanières
- Puy-d'Arnac
- Puy-de-Serre
- Puy-du-Lac
- Puy-l'Evêque
- Puybarban
- Puybegon
- Puybrun
- Puycalvel
- Puycasquier
- Puycelci
- Puycornet
- Puydaniel
- Puydarrieux
- Puye
- Puygaillard-de-Lomagne
- Puygaillard-de-Quercy
- Puygiron
- Puygouzon
- Puygros
- Puyjourdes
- Puylagarde
- Puylaroque
- Puylaurens
- Puylausic
- Puyloubier
- Puymangou
- Puymaurin
- Puymiclan
- Puymirol
- Puymoyen
- Puyméras
- Puynormand
- Puyol-Cazalet
- Puyoô
- Puyravault (Charente-Maritime)
- Puyravault (Wandea)
- Puyrenier
- Puyrolland
- Puyréaux
- Puysserampion
- Puysségur
- Puységur
- Puyvalador
- Puyvert
- Puzeaux
- Puzieux (Moselle)
- Puzieux (Vosges)
- Puéchabon
- Puéchoursi
- Py
- Pys
- Pègue
- Péage-de-Roussillon
- Péas
- Péaule
- Péault
- Pébrac
- Pébées
- Péchabou
- Pécharic-et-le-Py
- Péchaudier
- Pécorade
- Pécy
- Pédernec
- Pégairolles-de-Buèges
- Pégairolles-de-l'Escalette
- Pégomas
- Péguilhan
- Pélissanne
- Pélussin
- Pénestin
- Péone
- Pépieux
- Pérassay
- Péreille
- Pérenchies
- Péret
- Péreuil
- Péreyres
- Périer
- Périers
- Périers-en-Auge
- Périers-sur-le-Dan
- Pérignac (Charente)
- Pérignac (Charente-Maritime)
- Pérignat-lès-Sarliève
- Pérignat-sur-Allier
- Périgneux
- Périgny (Allier)
- Périgny (Calvados)
- Périgny (Charente-Maritime)
- Périgny (Loir-et-Cher)
- Périgny (Val-de-Marne)
- Périgny-la-Rose
- Périgné
- Périgueux
- Périssac
- Pérols
- Pérols-sur-Vézère
- Péron
- Péronnas
- Péronne (Saône-et-Loire)
- Péronne (Somme)
- Péronne-en-Mélantois
- Péronville
- Pérouges
- Pérouille
- Pérouse
- Péroy-les-Gombries
- Péruse
- Péré (Charente-Maritime)
- Péré (Hautes-Pyrénées)
- Péseux
- Pévange
- Pévy
- Pézarches
- Pézenas
- Pézilla-de-Conflent
- Pézilla-la-Rivière
- Pézy
- Pézènes-les-Mines
- Pêchereau
- Pîtres

| A \| B \| C \| D \| E \| F \| G \| H \| I \| J \| K \| L \| M \| N \| O \| P \| Q \| R \| S \| T \| U \| V \| W \| X \| Y \| Z \| É |